# Aureliano Sánchez Arango
Aureliano Sánchez Arango (7 de junio de 1907 – 23 de abril de 1976) fue un abogado, político y profesor universitario cubano. Fundador de la organización Triple A (Acción Armada Auténtica).

## Biografía
Sánchez Arango comenzó a estudiar Derecho en la Universidad de La Habana (UH) en 1924. Apoyó al estudiante comunista Julio Antonio Mella en la universidad. En 1927 fue uno de los fundadores del Directorio Estudiantil Universitario (DEU) en esa universidad, y fue expulsado por 10 años de ella ese año. Participó en actividades contra la dictadura de Gerardo Machado y fue encarcelado en el Presidio Modelo en 1931. Fue uno de los fundadores del Ala Izquierda Estudiantil en 1931. En 1930 ingresó en el primer Partido Comunista cubano donde estuvo pocos años, y lo abandonó por discrepancias políticas. Reingresó en la UH y se graduó de abogado en 1934. Ese año ingresó en la organización Joven Cuba dirigida por Antonio Guiteras. En 1939 colaboró en la fundación del Partido Revolucionario Dominicano. Por su oposición al gobierno de Gerardo Machado y a Fulgencio Batista desde 1927 a 1944 sufrió exilios en México y Estados Unidos, y estuvo dos veces preso (2 años). En 1938 ingresó como profesor de Derecho en la Universidad de La Habana, de la cátedra Legislación Industrial y Obrera. Fue miembro del gabinete en el gobierno del Presidente Carlos Prío Socarrás, primero como Ministro de Educación (1948–1951) y luego como Ministro de Estado (1951–1952). En junio de 1951, Eduardo Chibás lo acusó de robarse los fondos de la merienda escolar para construir unas propiedades y traficar madera en Guatemala. Cuando Chibás no pudo probar su acusación, se suicidó en agosto de 1951 de un tiro en la ingle, mientras hablaba en vivo en su programa por la radio.
Tras el Golpe de Estado de 1952 en Cuba del General Fulgencio Batista que derrocó a Prío, Aureliano se asiló el 10 de marzo de ese año en la embajada de México en La Habana junto a Prío y otros funcionarios de su gobierno, y a los tres días viajaron en avión a ese país. Sánchez Arango entró después clandestino a Cuba en 1952, y fundó la organización Frente Nacional Democrático (Triple A) en 1953, y se involucró en varios movimientos para derrocar a Batista. Tras regresar a Cuba planeando asesinar a Batista, fue perseguido y buscó refugio en la embajada uruguaya en La Habana en 1954. La policía batistiana obtuvo una lista de miembros de la Triple A que pertenecía a Aureliano, y los encarceló. Posteriormente, ayudó a financiar a Fidel Castro en su lucha para derrocar a Batista. Vivió en Estados Unidos a finales de la década de 1950.
Luego del triunfo de la Revolución cubana regresó a Cuba en enero de 1959 y apoyó al gobierno de Fidel Castro hasta 1960. Participó en el Congreso Pro Democracia y Libertad en Caracas, Venezuela, por lo que a su regreso a Cuba en 1960 es recibido como traidor por los comunistas cubanos, por lo que ocurre un enfrentamiento entre estos y los partidarios de Sánchez Arango en los que intervino la Policía Nacional Revolucionaria de Cuba dejando varios heridos. El 20 de junio de 1960 es expulsado como profesor de la Universidad de La Habana acusado de oponerse al gobierno de Castro. En 1960 después de haber pasado la organización Triple A a la clandestinidad, se asiló en la embajada de Ecuador en La Habana, viajó a ese país, luego a Venezuela y EE. UU. En su exilio permanente en este último país fue uno de los líderes fundadores del Frente Revolucionario Democrático Cubano en contra del gobierno de Castro en 1960, pero a los tres meses lo abandonó por discrepancias políticas. Criticó la Invasión de bahía de Cochinos (o Playa Girón) de 1961. Trabajó en EE. UU. como profesor de escuela secundaria y preuniversitario, y asesor de representaciones diplomáticas de Venezuela y Costa Rica. Falleció en Estados Unidos en 1976 de un infarto cardíaco.

## Familia
Se casó con Estrella Echeverría, el 22 de enero de 1936, en El Vedado, La Habana, Cuba, con la cual tuvo dos hijos: Alfredo (nació en EE. UU.) y Delia (Lela) Sánchez Echeverría, nacida en Cuba.
Su hijo, Alfredo Sánchez Echeverría (1936-16/12/2021) fue condenado a muerte en 1961, pero su sentencia fue conmutada a 30 años de prisión, de los cuales cumplió 14, de 1961 a 1975. Sánchez Echeverría se exilió en 1977 en Venezuela, pocos meses después de que su padre muriera. En 1981 emigró a Estados Unidos. Su hermana Lela permaneció en Cuba. Aureliano Sánchez Arango se divorció de su primera esposa, y durante su exilio en Estados Unidos se casó con Raquel del Valle, con quien tuvo a su hijo Aureliano, nacido en 1964.